# 让-皮埃尔·舍韦内芒
让-皮埃尔·舍韦内芒（法語：Jean-Pierre Chevènement，法語發音：[ʒɑ̃ pjɛʁ ʃəvɛnmɑ̃]；1939年3月9日—），法国政治人物。曾任教育、国防、内政部长。

## 生平
1939年生于法国东部城市贝尔福。1960年毕业于巴黎政治学院，后在国家行政学院深造。1964年加入工人国际法国支部。1971年支持密特朗当选社会党第一书记。1973年当选国民议会议员。1974年当选弗朗什-孔泰大区议会议员。1977年担任贝尔福市第一副市长。
1981年，在皮埃尔·莫鲁瓦新政府出任研究和工艺国务部长（1982年改为研究和工业国务部长）。1983年初，因为不同意“政府活动的方法和构思”（即紧缩财政政策）而提出辞职。他发表了最为著名的一句话：“一名部长平时应该保持缄默。一旦开口，他就会辞职不干”。随后担任贝尔福市长。1984年7月，在洛朗·法比尤斯新政府出任国民教育部长。他曾倡议所有小学生都必须学会唱国歌《马赛曲》。他还向国民教育最高委员会提交了一项改革校历的计划，主张上课和假期交替进行，每上七周课，就放两周假，暑假缩短，全年上课总天数保持不变。1986年，再次当选国民议会议员。1988年5月，在米歇尔·罗卡尔政府出任国防部长。1991年1月29日，因反对法国屈从美国派兵参加海湾战争而辞职。1992年，他发起反对批准《马斯特里赫特条约》的运动，并在1993年正式退出社会党，成立公民运动，1993年至2001年担任主席。1997年6月，他在利昂内尔·若斯潘政府出任内政部长。1998年夏，他负责了法国世界杯赛期间的保卫工作。1998年9月，他在胆囊结石手术中昏迷了8天，后来重回公众生活之中，并自称为“共和国的奇迹”。2000年8月，他再次提出辞职，以反对若斯潘提出的赋予科西嘉岛部分自治权的《马提尼翁协议》。他认为解决科西嘉地位问题的先决条件是岛上的民族主义分子放弃暴力活动。2000年10月，他补选为国民议会议员。
2002年4月，他参加了法国总统选举，在第一轮获得5.33%的投票，位居第6位，没有进入第二轮。同年6月，法国左翼势力在国民议会选举中惨败，他亦落选。2001年3月至2007年6月，担任贝尔福市长。2003年至2008年，担任公民與共和運動名誉主席，2008年至2010年担任主席，2010年至2015年担任名誉主席。他曾宣布参加2012年法国总统选举，但在2012年2月1日放弃资格，转而支持弗朗索瓦·奥朗德。
2008年至2014年，担任法国参议院议员。2012年，担任法国外交部负责发展与俄罗斯关系的特别代表。2016年至2018年，担任法国伊斯兰基金会主席。

## 政治立场
结合民族主义和社会主义的共和主义。反对美国式的资本主义、多种文化存在和地方分权。